# Hard Rock Hotel and Casino
Hard Rock Hotel and Casino é um casino localizado em Biloxi, Estados Unidos. O resort foi construído em 2005 e originalmente programado para abrir em 1º de setembro daquele ano. Entretanto, dias antes da grande abertura programada, o Furacão Katrina atingiu a Costa do Golfo, destruindo o cassino e danificando o resort.